# Ghost Rider (låt)
Ghost Rider är en låt av den kanadensiska progrockbandet Rush. Låten återfinns på albumet Vapor Trails, släppt 14 maj 2002.
Låten finns även med på livealbumet Rush in Rio.
Rush spelade låten live endast under Vapor Trails-turnén. Totalt spelades den live 41 gånger.